# Argens (řeka)
Argens je řeka v departementu Var v regionu Provence-Alpes-Côte d'Azur na jihovýchodě Francie. Její celková délka je 115,6 km. Plocha povodí měří 2700 km².
Podle řeky jsou pojmenovány čtyři obce Montfort-sur-Argens, Puget-sur-Argens, Roquebrune-sur-Argens a Seillons-Source-d'Argens.

## Průběh toku
Pramení v nadmořské výšce 270 m na území obce Seillons-Source-d'Argens 100 m severozápadně od Pont d'Argens. Na území obce Roquebrune-sur-Argens se na jeho levém břehu nachází jezero Aréna. Pokračuje přes Fréjus a 4 km jižně od něj ústí do Fréjuského zálivu Středozemního moře.

### Přítoky
Přítoky delší než 20 km od pramene k ústí zachycuje tabulka:
| Řeka      | Místo soutoku | Strana přítoku | Délka (km) |
| --------- | ------------- | -------------- | ---------- |
| Cauron    | ?             | pravá          | 29,1       |
| Eau-Salée | ?             | levá           | 23,2       |
| Caramy    | Carcès        | pravá          | 46         |
| Issole    | ?             | pravá          | 46,4       |
| Bresque   | Entrecasteaux | levá           | 34,8       |
| Florieye  | Vidauban      | levá           | 26,4       |
| Aille     | Les Arcs      | pravá          | 30,3       |
| Nartuby   | ?             | levá           | 34,7       |
| Endre     | Le Muy        | levá           | 28,5       |
| Reyran    | Fréjus        | levá           | 26,8       |

## Vodní režim
Zdrojem vody jsou převážně dešťové srážky. Nejvíce vody má řeka v zimě a nejméně v létě. Průměrný průtok vody činí u Roquebrune-sur-Argens 17,8 m³/s. Maximální průměrný měsíční průtok činí 34,9 m³/s v lednu a minimální 6,05 m³/s v srpnu.

## Využití

### Osídlení
Argens protéká obcemi Seillons-Source-d'Argens, Brue-Auriac, Saint-Maximin-la-Sainte-Baume, Bras, Châteauvert, Barjols, Correns, Montfort-sur-Argens, Carcès, Le Thoronet, Entrecasteaux, Saint-Antonin-du-Var, Lorgues, Le Cannet-des-Maures, Vidauban, Taradeau, Les Arcs, Le Muy, Roquebrune-sur-Argens, Puget-sur-Argens, Fréjus.